# Girl's Club
Girl's Club is een videospel voor het platform Philips CD-i. Het spel werd uitgebracht in 1992.